# Kevin McNulty
Kevin McNulty (Penticton, 8 dicembre 1955) è un attore canadese.

## Filmografia parziale

### Cinema
- Sulle tracce dell'assassino (Shoot to Kill), regia di Roger Spottiswoode (1988)
- Due nel mirino (Bird on a Wire), regia di John Badham (1990)
- Rischio totale (Narrow Margin), regia di Peter Hyams (1990)
- Il ragazzo pon pon (Anything for Love), regia di Michael Keusch (1993)
- Ernest Goes to School, regia di Coke Sams (1994)
- Timecop - Indagine dal futuro (Timecop) - serie TV, regia di Peter Hyams (1994)
- La storia infinita 3 (Die unendliche Geschichte 3 – Rettung aus Phantasien), regia di Peter MacDonald (1994)
- Live Bait, regia di Bruce Sweeney (1995)
- Ho rapito Sinatra (Stealing Sinatra), regia di Ron Underwood (2003)
- Fantastici 4 (Fantastic Four), regia di Tim Story (2005)
- Snakes on a Plane, regia di David R. Ellis (2006)
- Nome in codice: Cleaner (Code Name: The Cleaner), regia di Les Mayfield (2007)
- Invisible (The Invisible), regia di David S. Goyer (2007)
- Nightwatching, regia di Peter Greenaway (2007)
- The Uninvited, regia di Thomas e Charles Guard (2009)

### Televisione
- L'allegra banda di Nick (The Beachcombers) - serie TV, un episodio (1986)
- Stingray - serie TV, un episodio (1987)
- Oltre la legge - L'informatore (Wiseguy) - serie TV, 2 episodi (1987-1989)
- I quattro della scuola di polizia (21 Jump Street) - serie TV (1987-1991)
- Booker - serie TV, un episodio (1990)
- Neon Rider - serie TV, 2 episodi (1990)
- Attrazioni omicide (Deadly Intentions... Again?), regia di James Steven Sadwith - film TV (1991)
- Il commissario Scali (The Commish) - serie TV, 2 episodi (1992-1995)
- Highlander (Highlander: The Series) - serie TV, 2 episodi (1992-1995)
- Street Justice - serie TV, 2 episodi (1992-1993)
- Lo sconosciuto alla porta (When a Stranger Calls Back), regia di Fred Walton - film TV (1993)
- X-Files (The X-Files) - serie TV, 3 episodi (1993-1996)
- Cobra Investigazioni (Cobra) - serie TV, un episodio (1994)
- Un uomo nel mirino (The Man Who Wouldn't Die), regia di Bill Condon - film TV (1994)
- Volo 174: caduta libera (Falling from the Sky: Flight 174), regia di Jorge Montesi – film TV (1995)
- Marshall (The Marshal) - serie TV, un episodio (1995)
- Oltre i limiti (The Outer Limits) - serie TV, 2 episodi (1995-2000)
- Maledetta fortuna (Strange Luck) - serie TV, un episodio (1996)
- Generation X, regia di Jack Sholder - film TV (1996)
- Two - serie TV, un episodio (1996)
- Titanic - serie TV (1996)
- Viper - serie TV, 2 episodi (1996-1999)
- Le avventure di Shirley Holmes (The Adventures of Shirley Holmes) - serie TV, un episodio (1997)
- Stargate SG-1 - serie TV, 4 episodi (1997-1999)
- Poltergeist (Poltergeist: The Legacy) - serie TV, un episodio (1998)
- The Net - serie TV, un episodio (1998)
- Millennium - serie TV, 3 episodi (1999)
- Amore senza tempo (Evolution's Child), regia di Jeffrey Reiner - film TV (1999)
- Seven Days - serie TV, un episodio (2000)
- Dark Angel - serie TV, un episodio (2001)
- The Chris Isaak Show - serie TV, 3 episodi (2001-2002)
- Andromeda - serie TV, un episodio (2002)
- Smallville - serie TV, un episodio (2002)
- Just Cause - serie TV, un episodio (2003)
- A Date with Darkness: The Trial and Capture of Andrew Luster, regia di Bobby Roth - film TV (2003)
- Peacemakers - Un detective nel West (Peacemakers) - serie TV, un episodio (2003)
- The Dead Zone - serie TV, un episodio (2004)
- Cold Squad - Squadra casi archiviati (Cold Squad) - serie TV, un episodio (2004)
- Reefer Madness: The Movie Musical, regia di Kevin Murphy - film TV (2005)
- Stargate Atlantis - serie TV, un episodio (2006)
- The Collector - serie TV, un episodio (2006)
- 4400 (The 4400) - serie TV, un episodio (2006)
- Supernatural - serie TV, 2 episodi (2006-2014)
- Ritorno al mondo di Oz (Tin Man) - serie TV (2007)
- Kyle XY - serie TV, un episodio (2009)
- Spectacular!, regia di Robert Iscove - film TV (2009)
- Battlestar Galactica - serie TV, un episodio (2009)
- Impatto dal cielo (Impact) - serie TV, un episodio (2009)
- Psych - serie TV, un episodio (2009)
- The Good Wife - serie TV, un episodio (2009)
- Life Unexpected - serie TV, un episodio (2010)
- Endgame - serie TV, un episodio (2011)
- iZombie - serie TV, un episodio (2015)
- L'uomo nell'alto castello (The Man in the High Castle) - serie TV, 2 episodi (2015-2016)
- Travelers - serie TV, un episodio (2016)
- The Magicians - serie TV, un episodio (2016)
- I misteri di Murdoch (Murdoch Mysteries) - serie TV, un episodio (2017)
- The Good Doctor - serie TV, un episodio (2023)

## Doppiatori italiani
Nelle versioni in italiano delle opere in cui ha recitato, Kevin McNulty è stato doppiato da:
- Luciano Roffi in Sotto accusa, L'uomo nell'alto castello
- Michele Gammino in La storia infinita 3, The Uninvited
- Gino La Monica in Supernatural (ep. 1x12), Il Natale dei miei ricordi
- Paolo Marchese in Arctic Air, I tulipani dell'amore
- Stefano Benassi in Due nel mirino
- Giuliano Santi ne Il ragazzo pon pon
- Sergio Di Giulio in X-Files (ep. 1x03)
- Massimo Rinaldi in X-Files (ep. 2x23)
- Wladimiro Grana in X-Files (ep. 3x16)
- Stefano Mondini in Timecop - Indagine dal futuro
- Giorgio Locuratolo in Titanic
- Romano Ghini in Millennium (ep. 3x17)
- Romano Malaspina in Millennium (ep. 3x21-3x22)
- Gianni Giuliano in Stargate SG-1
- Renato Cecchetto in Smallville
- Saverio Indrio in Robson Arms
- Antonio Angrisano in Snakes on a Plane
- Angelo Nicotra ne Il mio ragazzo è un bastardo
- Dario De Grassi in Nome in codice: Cleaner
- Emilio Cappuccio in La mia vera identità
- Dario Penne in Psych
- Michele Kalamera in Supernatural (ep. 10x06)
- Pieraldo Ferrante in The Killing
- Ugo Maria Morosi in iZombie
- Gianpaolo Caprino in Schmigadoon!
- Guido Sagliocca in The Good Doctor
- Sergio Lucchetti in Rischio totale (ridoppiaggio)